# Denis Midone
Denis Midone es un joven cantante de Israel, que actualmente vive en Moldavia.

## Biografía
Denis, nació en Israel en el año 2002. A pesar de ser tan joven, tiene una gran carrera musical. Es miembro del grupo de música infantil Do-Re-Micii y ha participado en varios concursos de música, de los cuales, ha ganado la mayoría como el Ploaia Stelutelor o el International Children Festival Sozopol Panorama celebrado en Bulgaria.
En el año 2010, consiguió el tercer premio en el Festival de San Remo Junior, la versión infantil del Festival de San Remo que se celebra en Italia.
En el año 2012, fue elegido de entre seis participantes por un jurado profesional de cinco personas para representar a Moldavia en el Festival de la Canción de Eurovisión Junior 2012 con la canción "Toate vor fi".